# Râul Prigor
Râul Prigor este un curs de apă, afluent al râului Nera. 